# Alosno
Alosno ist eine spanische Stadt in der Provinz Huelva in der Autonomen Region Andalusien. 2024 hatte die Gemeinde 3.982 Einwohner. Sie befindet sich in der Comarca Andévalo.
Zur Gemeinde gehört der Ortschaft Tharsis. Diese Ortschaft entwickelte sich im 19. und 20. Jahrhundert aufgrund der bedeutenden Bergbautätigkeit in der Gegend.

## Geografie
Die Gemeinde grenzt an die Gemeinden El Almendro, Calañas, El Cerro de Andévalo, Gibraleón, Puebla de Guzmán, Trigueros, Villanueva de las Cruces und Villanueva de los Castillejos. Die Mine Filon Sur in der Gemeinde Alosno ist eine bemerkenswerte Quelle für feine Exemplare des Minerals Goethit. In der Nähe befindet sich die über 4500 Jahre alte Kupferverhüttungsstätte Cabezo Juré.

## Geschichte
Die Gemeinde ist eng mit dem Bergbau verbunden. Die Gegend war bereits in der Antike, insbesondere während der Römerzeit, ein wichtiges Bergbaugebiet. In der zweiten Hälfte des 19. Jahrhunderts erlebte das Gebiet nach der Übernahme der Minen durch die Tharsis Sulphur and Copper Company Limited eine tiefgreifende Veränderung. Dies führte dazu, dass sowohl die lokale Demografie als auch die Wirtschaft erhebliche Veränderungen erfuhren und Alosno zu einem wichtigen Wirtschaftszentrum der Provinz wurde. Die Minen sind derzeit inaktiv, da ihre Ausbeutung zu Beginn des 21. Jahrhunderts schrittweise eingestellt wurde.

## Sehenswürdigkeiten
- Wallfahrtskapelle Ermita del Señor de las Columnas
- Kirche Iglesia de Nuestra Señora de Gracia

## Persönlichkeit
- Pedro Carrasco (1943–2001), Boxer